# Плещинская, Эльжбета
Эльжбета Плещинская (пол. Elżbieta Pleszczyńska; род. 20 марта 1933, Воля Виджина, Лодзинское воеводство) — польский профессор статистики, активистка движения за права инвалидов.

## Биография
Плещинская получила степень магистра математики в Варшавском университете на факультете математики, физики и химии в 1956 году. Она занимала должность в Институте математики ПАН до 1972 года, получила степень доктора философии в 1965 году в области дискриминантного анализа. Ее хабилитационная работа под названием «Проблемы оценки тенденций при анализе временных рядов» была принята в 1973 году.
В 1967/68 она была исследователем в Университете Уэльса (Великобритания), а в 1971/72 — в Монреальском университете. В 1973 году переехала в Институт вычислительных наук ПАН. В 1977, 1979 и 1989 годах она была награждена Польской академией наук. В 1981 году посетила Италию по приглашению CNR. В 1990-х годах начала (вместе со своей командой) так называемый анализ данных классов, науку о применении методов копулы и ранговых разрядов к проблемам соответствия и кластерному анализу вместе с выявлением посторонних факторов. В 1993 году Президент Республики Польша присвоил Эльжбете Плещинской звание профессора в области математики. В 2000 году она была приглашенным консультантом Кембриджского университета.
В Институте компьютерных наук ПАН она много лет была руководителем отдела статистического анализа данных. Согласно польскому законодательству, профессора ПАН могут выйти на пенсию в возрасте 70 лет. Выход на пенсию в 2003 году не остановил ее научную и общественную деятельность.

## Научные взгляды
Профессор Плещинская известна критикой классического статистического подхода. Классические параметрические методы, такие как коэффициент корреляции Пирсона или метод наименьших квадратов, дают сравнимые результаты только для сопоставимых типов распределения (на практике предполагается многомерное нормальное распределение). Параметрические статистические тесты основаны на предположениях о распределении. Классические методы не работают, если входные данные содержат сильные выбросы, и интерпретация их результатов должна быть разной для разных типов распределения. На практике базовые предположения часто не проверяются, более того, они всегда нарушаются — нормального распределения в реальном мире нет, потому что каждая реальная переменная ограничена (например, люди не могут быть ростом −170 см или +2 км), и нормальное распределение подразумевает положительную плотность вероятности для каждого действительного числа. В большинстве случаев реальное распределение асимметрично или дискретно, что не мешает людям использовать методы нормального распределения. Степень этого нарушения можно измерить, но его максимально допустимый уровень — это всего лишь условность, а не математика. Параметрические методы всегда работают вне условий их использования. Однако их результаты затем считаются достоверными, что приводит к «научному» подтверждению ложной гипотезы. По причинам, упомянутым выше, Эльжбета Плещинская является активным сторонником исследовательского анализа данных и непараметрической статистики.

## Социальная работа
Эльжбета Плещинская основала в Варшаве (сентябрь 1990 года) Фонд поддержки людей с физическими недостатками. На протяжении многих лет она является главой Фонда.
Фонд под ее руководством заинтересован в профессиональной реабилитации людей с ограниченными физическими возможностями с помощью технологий и удаленной работы.
В своих периодических отчетах Плещинская постоянно обращала внимание общественности на права инвалидов.